# Chiemsee

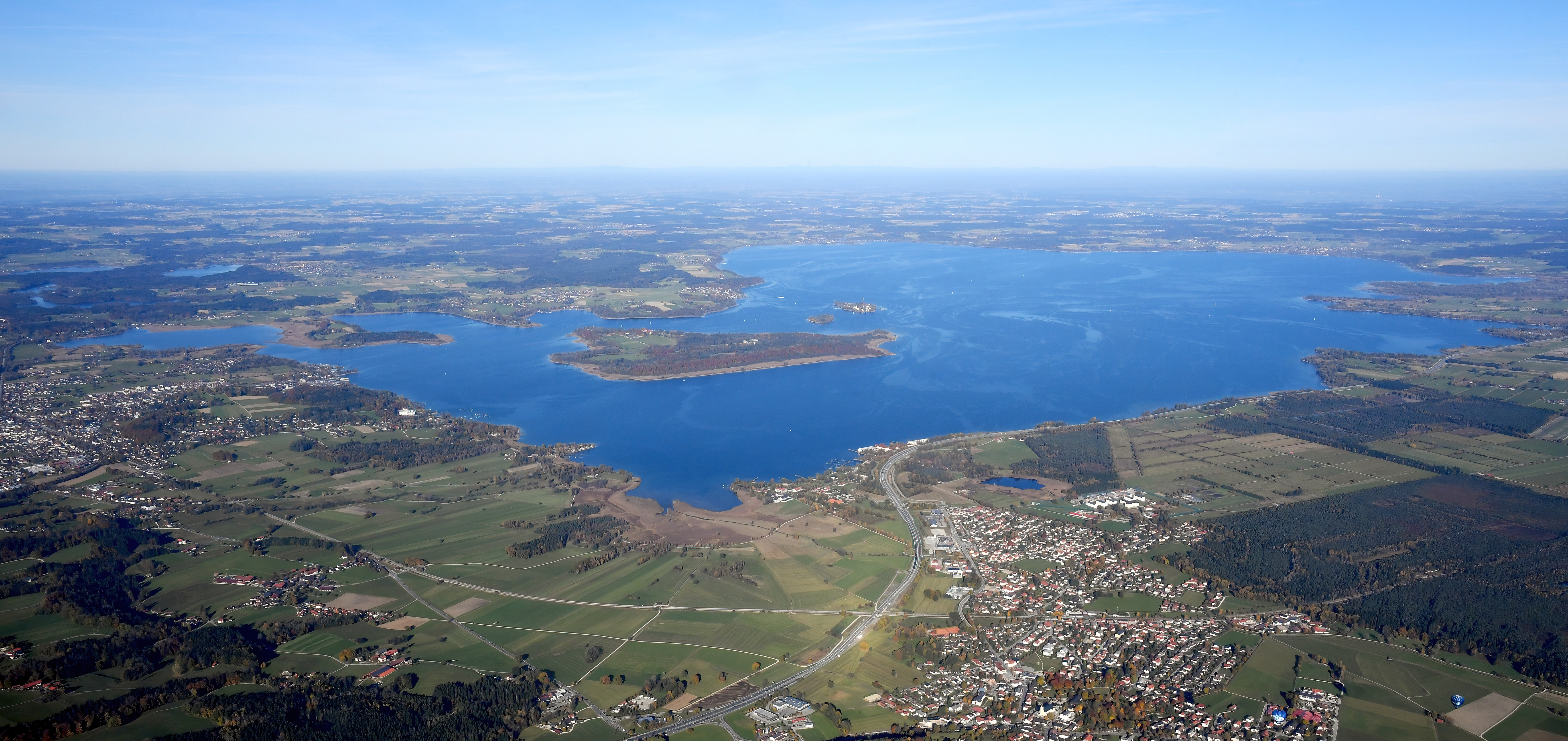
Flygfoto över sjön

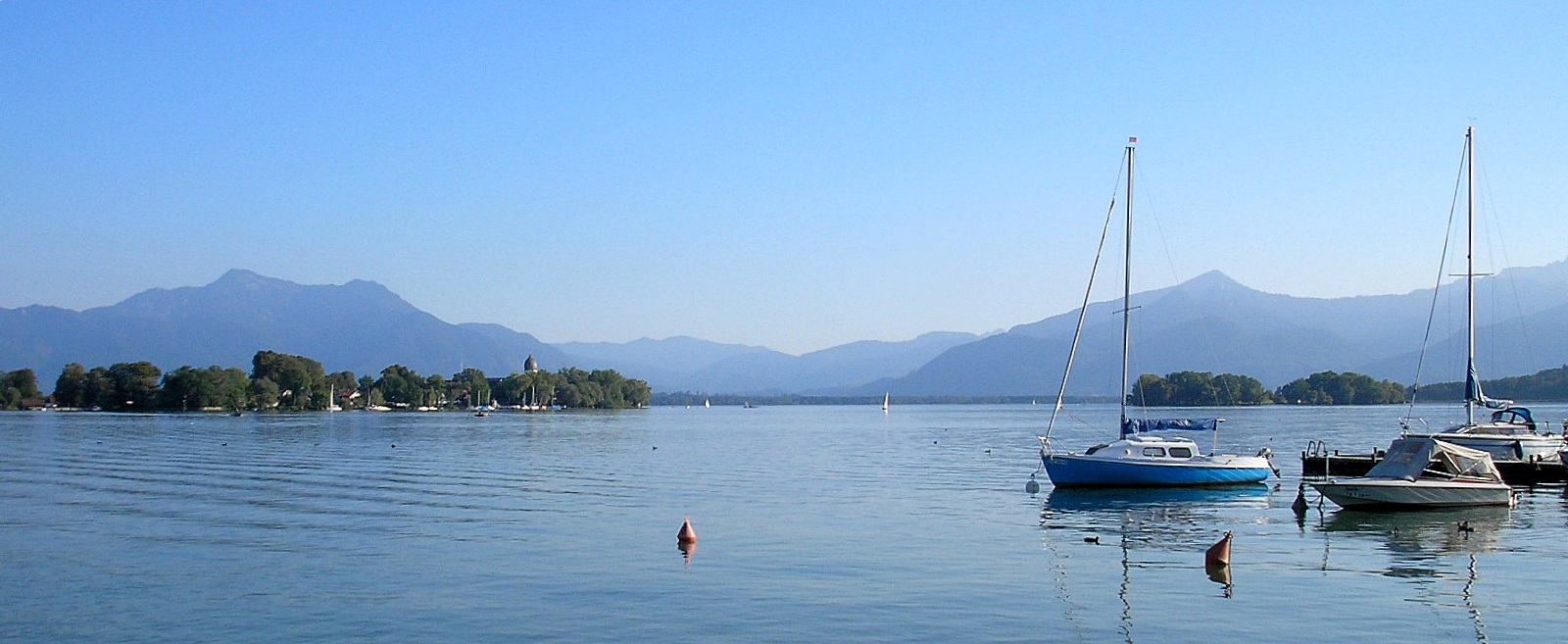
Vy från Gstadt am Chiemsee över sjön

Chiemsee är den största insjön som med hela ytan ligger i Bayern och efter Bodensjön och Müritz den tredje största insjön i Tyskland. Sjön täcker en areal av 79,9 km² och det största djupet ligger 72,7 meter under vattenytan. Större öar i sjön är Herreninsel, Fraueninsel, Krautinsel och Schalch.
Sjön är 13,7 km lång och 9,2 km bred. Den är liksom orten Chieming och regionen Chiemgau uppkallad efter en greve Chiemo. Sänkan som fylls av sjön bildades under senaste istiden för cirka 10 000 år sedan av en stor glaciär. Omkring år 1900 sänktes vattennivån med cirka en meter för att skapa jordbruksmark. Chiemsee har med Tiroler Achen och Prien två större tillflöden och den avvattnas av floden Alz.
På ön Herreninsel ligger två slott med tillhörande parker som besöks varje år av tusentals personer. Utöver Herreninsel är bara Fraueninsel bebodd. Flera vikar och näs delar sjön i markanta avsnitt. Det största och djupaste avsnittet är Weitsee i norr.
Administrativt bildar de nämnda öarna en kommun. Resten av sjön tillhör främst distriktet (Landkreis) Traunstein men ingen kommun. Några mindre vikar ingår i distriktet Rosenheim.
Under 1980-talet drabbades Chiemsee av omfattande föroreningar. Vid denna tid tillkom varje år 115 ton fosfat. Genom etablering av flera reningsanläggningar åtgärdades problemet. Den upptogs redan 1975 som en av de första våtmarkerna på Ramsarkonventionens lista. Trots dessa skyddsåtgärder fylls sjön varje år av stora mängder sediment vilket minskar ytan.